# Trek marlin 4 gen 2
La Trek Marlin Gen 2 és una bicicleta de muntanya de gamma inicial dissenyada per a la pràctica recreativa del ciclisme i per a desplaçaments quotidians en entorns mixtos. Forma part de la sèrie Marlin de la marca nord-americana Trek Bicycle Corporation, reconeguda internacionalment per la seva producció de bicicletes i accessoris per a ciclistes.
Aquest model està orientat a persones que s'inicien en el món del ciclisme de muntanya i que busquen una bicicleta versàtil, capaç de circular tant per camins de terra com per vies urbanes. La geometria del quadre, les opcions de talles i la compatibilitat amb accessoris fan d'aquest model una opció popular per a un ampli ventall d'usuaris.

## Disseny i estructura
El quadre de la Trek Marlin 4 Gen 2 està fabricat amb alumini Alpha Silver, un material lleuger i resistent. El cablejat és intern, cosa que protegeix els cables de la brutícia i ofereix una estètica més neta. El disseny del quadre inclou suports per a afegir portaequipatges, pota de cabra i altres accessoris, la qual cosa permet adaptar la bicicleta a diferents usos, com ara el cicloturisme o la mobilitat urbana.
El model ofereix diferents talles, des de la XS fins a la XXL, amb configuracions específiques segons la mida. Per exemple, les talles petites (XS i S) venen equipades amb rodes de 27,5 polzades, mentre que les talles mitjanes i grans (M en endavant) utilitzen rodes de 29 polzades, per optimitzar la maniobrabilitat i l'eficiència segons l'alçada del ciclista.

## Suspensió i control
La forquilla davantera és una SR Suntour XCE 28 amb un recorregut de 80 mm (en talles petites) o 100 mm (en talles grans), que ajuda a absorbir les irregularitats del terreny. Aquesta suspensió està dissenyada per a un ús lleuger fora d'asfalt, i no inclou bloqueig ni ajustos avançats.
El sistema de frenada és de disc mecànic, amb frens Tektro MD-M281 i discs de 160 mm a ambdós eixos, proporcionant una capacitat de frenada constant en condicions diverses, com ara superfícies mullades.

## Transmissió i components
La bicicleta incorpora una transmissió amb 14 velocitats en total, i disposa de:
- Un plat doble davanter i un cassette de 7 corones
- Desviador davanter Shimano Altus
- Desviador posterior Shimano Tourney

Aquest conjunt de components és habitual en bicicletes d'iniciació, i permet una gestió bàsica dels canvis per a pendents suaus o mitjanes.
Els pneumàtics són Bontrager XR2 Comp, un model orientat al cross country, amb un dibuix dissenyat per rodar amb eficiència en camins compactats però amb tracció suficient en girs o terrenys més tous. Les llantes són Bontrager Connection, de doble paret, que aporten resistència estructural.

## Ús recomanat
La Trek Marlin 4 Gen 2 està pensada per a:
- Iniciació al ciclisme de muntanya en camins forestals, pistes rurals o zones poc tècniques.
- Desplaçaments urbans o combinats, especialment gràcies a la possibilitat d'instal·lar accessoris.
- Ús recreatiu, com sortides de cap de setmana o recorreguts curts en entorns rurals.

Tot i que no està orientada a la competició ni a rutes amb alt nivell tècnic, ofereix una introducció pràctica al món del ciclisme en múltiples entorns.

## Personalització i equipament
El model permet incorporar-hi diversos complements:
- Llums davanteres i posteriors
- Guardabarros
- Portabidons
- Portaequipatges posterior
- Pota de cabra lateral

Aquesta compatibilitat fa que sigui habitual el seu ús com a bicicleta d'estudiant, de ciutat o per rutes de cap de setmana amb equipatge lleuger.

## La marca Trek
Trek Bicycle Corporation és una empresa estatunidenca fundada el 1976, a Waterloo, Wisconsin. Especialitzada en el disseny i la fabricació de bicicletes, Trek produeix models de carretera, muntanya, híbrides, elèctriques, urbanes i infantils. També distribueix components i accessoris a través de la marca Bontrager.